# Explosão do Douglas DC-3 PP-ANH
A explosão do Douglas DC-3 PP-ANH foi um desastre aéreo ocorrido em 12 de agosto de 1952. A aeronave, prefixo PP-ANH, do consórcio Nacional -Viabras realizava a linha aérea Jataí - Goiânia - Belo Horizonte - Rio de Janeiro incendiou-se e explodiu em pleno ar, durante tentativa de pouso de emergência nas proximidades de Palmeiras de Goiás. A explosão mataria todos os seus 24 ocupantes.

## Aeronave
O Douglas DC-3 foi uma aeronave desenvolvida para o transporte de passageiros no final da década de 1930. Por conta de suas qualidades como versatilidade (poderia ser rapidamente adaptado para o transporte de passageiros/cargas), robustez, fácil manutenção e baixo custo de operação, seriam empregados em larga escala pelas Forças Armadas Americanas durante a Segunda Guerra Mundial. Seriam fabricados mais de 10 mil aeronaves para o transporte militar, sendo batizadas C-47 Dakota. Após o final do conflito, o governo americano decidiu vender a maioria das aeronaves para operadores civis e demais forças aéreas do mundo. Com isso, milhares de aeronaves de transporte de carga do tipo C-47 Dakota seriam convertidas para a versão civil DC-3.
Após ter sido fundada em 11 de abril de 1946, a Viação Aérea Brasil S/A (Viabras), receberia quatro aeronaves Douglas DC-3/C-47, registrados com os prefixos PP-KAA, PP-KAB, PP-KAC e PP-KAD (posteriormente vendido a empresa Central Aérea e rematriculado PP-IBA). A Viabras exploraria rotas ligando os estados de Goiás, Minas Gerais e Rio de Janeiro. Por conta de parte de essa região ser atendida pela empresa Transportes Aéreos Nacional, as duas empresas se associariam em um consórcio.

## Desastre
O Douglas DC-3 PP-ANH decolou de Jataí na manhã de 12 de agosto, iniciando a linha aérea Jataí – Rio Verde - Goiânia – Uberlândia - Belo Horizonte - Rio. Transportando 9 passageiros e 4 tripulantes, a aeronave fez sua primeira escala em Rio Verde, onde embarcaram mais alguns passageiros. Quando a aeronave decolou de Rio Verde rumo a Goiânia, um incêndio de causas desconhecidas irrompeu a bordo, colocando a aeronave em grave risco. Após tentativas infrutíferas de extingui-lo, a tripulação tentou realizar um pouso de emergência no aeródromo de Palmeiras de Goiás. Quando voava a cerca de 20 m de altura, o DC-3 explodiu em pleno ar às 9h40 min, matando todos os seus 24 ocupantes. Seus destroços caíram em uma área próxima ao aeródromo e foram rapidamente saqueados pela população local até a chegada das autoridades. Entre os mortos, estava o filho do governador de Goiás Pedro Ludovico Teixeira, Antonio Borges Teixeira.

## Investigações
A investigação do acidente foi prejudicada pelo saqueamento dos destroços pela população. Quando a primeira equipe de investigação chegou a Palmeiras de Goiás, dois dias após a queda, não encontrou praticamente nada. Assim, as investigações se concentraram na coleta de depoimentos das numerosas testemunhas da explosão. Dessa forma, constatou-se que havia muita fumaça saindo da cauda da aeronave (provavelmente no compartimento de bagagens), tendo a tripulação executado manobras (chamadas de piruetas por algumas testemunhas) para conter as chamas.
Até aquela altura, o Douglas DC-3 (assim como a grande maioria das aeronaves da época) não contava com alarmes e ou sensores de fumaça e extintores de incêndio no compartimento de bagagens. Assim, um incêndio na cauda da aeronave só poderia ser notado quando houvesse causado danos graves à fuselagem (que explicariam as piruetas vistas pelas testemunhas em terra). O incêndio poderia destruir os estabilizadores e causar a perda de sustentação da aeronave. Por outro lado, a explosão não poderia ter sido causada pela ignição dos tanques de combustível, pois os mesmos eram localizados nas asas da aeronave, tendo o incêndio se iniciado na cauda.

## Consequências
O acidente causou grande comoção no estado de Goiás, fazendo com que os estabelecimentos comerciais da capital Goiânia cerrassem suas portas em sinal de luto. Em meados dos anos 1990 foi construído, em uma praça de Rio Verde, um monumento em memória das vitimas. Alguns anos depois, o monumento foi vandalizado e esquecido.

A causa da súbita explosão foi atribuída a uma suposta bomba instalada  no compartimento de bagagens, porém nunca se descobriu que tipo de artefato causou a explosão, e, principalmente quem estava por trás da implantação do mesmo. Dessa maneira, alguns órgãos de imprensa contestaram essa versão.Atualmente, especula-se que a explosão do DC-3 PP-ANH tenha sido causada por algum produto inflamável (como lança perfumes) que teria vazado ao ser transportado clandestinamente no compartimento de bagagens. Alguns meses depois, a Transportes Aéreos Nacional denunciou um passageiro à polícia por ter encontrado um carregamento de lança perfumes em meio a bagagem embarcada em uma aeronave
O acidente causou muitos problemas financeiros para a Viabras, que acabou sendo incorporada pela Nacional em 1954.